# Atriplex leptostachys
Atriplex leptostachys là loài thực vật có hoa thuộc họ Dền. Loài này được L.Chevall. mô tả khoa học đầu tiên năm 1903.